# Молуккский совиный козодой
Молуккский совиный козодой, хальмахерский совиный козодой, или молуккский совиный лягушкорот (лат. Aegotheles crinifrons), — вид птиц из семейства совиных козодоев. Обитает на северных Молуккских островах. Питается насекомыми.
Вид был описан в 1850 году французским орнитологом Шарлем Люсьеном Бонапартом, который отнес его к индо-малайским лягушкоротам. Вместе с другими крупными совиными козодоями некоторыми учёными выделяется в отдельный род Euaegotheles.

## Описание
Крупный совиный козодой с длиной тела около 29 см и массой 105—167 г (по другим данным, длина тела составляет 26,5—31 см). Американский орнитолог Тэйн Пратт (Thane K. Pratt) полагает что, данный вид является самым крупным представителем семейства. Оперение в верхней части серовато-коричневое, чёрное или светло-коричневое, с тонкими белыми полосами. Оперение в нижней части светлее, с тёмными отметинами. Белый полуворотник, встречающийся у других совиных козодоев, отсутствует, также как и белые пятна-маркеры на крыльях и хвосте, хотя на кроющих перьях крыла и на лопатках их может быть несколько. Внешние первостепенные маховые перья (5—6) ярко-коричневого цвета, с регулярными краплениями, внутренние первостепенные маховые перья (4—5) и все вторичные — коричневые, часто со светлой каймой по внешнему краю пера. Под глазами оперение довольно светлое, с тёмными кончиками. Радужка глаза — коричневая, клюв и лапы — коричневатые. Половой диморфизм выражен очень слабо; самки, по всей видимости, немного крупнее самцов: средняя длина крыла у самок составляет 171,3 мм, у самцов — 165,3 мм, длина хвоста — 144,3 мм и 139,6 мм соответственно. Как и для большого совиного козодоя (Aegotheles insignis), учёные выделяют коричневую и рыжую морфы. При этом у рыжей морфы молуккского совиного козодоя наблюдается меньше маркеров, чем у рыжей морфы большого совиного козодоя, а общий цвет оперения рыжее.
Как и остальные представители семейства, молуккские совиные козодои ведут преимущественно ночной образ жизни. Звуковой сигнал молуккского совиного козодоя представляет собой разнообразные крики и уханья. Основной территориальной позывкой является умеренно слабый визг, сразу за которым следуют три коротких сигнала на одной высоте, предположительно напоминающие «kaah». Общая протяжённость этого сигнала составляет 1,5 секунды. Другие птицы могут реагировать на песню, повторяя её громче и быстрее. Птицы также могут совершать более высокую позывку — «ke-aah». Серия диких, душераздирающих криков и кошачьих воплей служит в качестве тревожного сигнала.

## Распространение
Молуккский совиный козодой обитает на северных островах Молуккского архипелага на территории Индонезии. Площадь ареала составляет 50 500 км² и включает острова Хальмахера и Бачан. Высота над уровнем моря достигает 1800 м на островах Бачан и 1250 м на острове Хальмахера. Птицы встречаются в прибрежных равнинных и горных лесах, в том числе в девственных лесах, старых вторичных лесах с высокими деревьями, на опушках леса, на плантациях кокосовых пальм.
Птицы ведут оседлый образ жизни. Появление совиных козодоев на Молуккских островах говорит о том, что, возможно, в прошлом птицы перемещались на большие расстояния. С другой стороны, это может служить показателем того, что они оказались на этих островах, когда сами острова были расположены ближе к континенту. Других представителей семейства на островах зафиксировано не было.
Международный союз охраны природы относит молуккского совиного козодоя к видам, вызывающим наименьшие опасения. Считается, что птицы широко распространены на острове Хальмахера, в частности, в районе национального парка Акетаджаве-Лолобата. На островах Бачан встречаются на горе Амасинг.

## Питание
Молуккский совиный козодой питается небольшими летающими насекомыми, которых ловит, бросаясь с ветки или снимая с листьев. Обычно охотится в среднем ярусе леса и после броска возвращается на ту же ветку.

## Размножение
Никакой информации о размножении данного вида нет. Иногда птиц встречали парами или группами из 3—5 особей (возможно, семьями). Оперение у молодых птиц — рыжее однородное без узора.

## Систематика
Молуккский совиный козодой был впервые описан французским орнитологом Шарлем Люсьеном Бонапартом (1803—1857) в 1850 году на основе экземпляра, полученного, по всей видимости, на острове Хальмахера. Изначально вид был отнесён к индо-малайским лягушкоротам и получил название Batrachostomus crinifrons. Видовое название, crinifrons, было образовано от латинских слов crinis («волосы») и frons («впереди»)). В XIX веке этот вид также относили к австралийским широкоротам (Podargus) и козодоям (Caprimulgus), но уже в 1875 году в работе итальянского орнитолога Томмазо Сальвадори таксон приобрёл свой текущее название — Aegotheles crinifrons. Ранее встречалось также видовое название psilopterus.
Наряду с другими крупными совиными козодоями — большим совиным козодоем и Aegotheles tatei — относится к группе «наименее развитых» видов. Для них характерен широкий и довольно сильный клюв, схожий рыжий цвет оперения, особенно на лопатках и в нижней части тела, прямые хвостовые перья со слегка заострёнными кончиками и удлинённые перья над ушами. Некоторые учёные выделяют их в отдельный род Euaegotheles. Вместе с тем, американский орнитолог Сторрс Лавджой Олсон отмечал, что большой и молуккский совиный козодои не показывают близкого родства. Некоторые учёные полагают, что последний является сестринским ко многим некрупным представителям семейства. С другой стороны, есть предположение об аллопатричности молуккского и большого совиного козодоев.